# Fizik
Fizik je znanstvenik, ki največ deluje in preučuje na področju fizike. Fiziki delujejo kot profesorji na univerzah, kot raziskovalci v raziskovalnih laboratorijih in inštitutih, pa tudi v raznih panogah industrije. Dandanes je za zaposlitev na področju fizike pogosto pogoj doktorat znanosti s tega področja.